# Direcția Generală pentru Protecție Civilă
Direcția Generală pentru Protecție Civilă (acronim DGPC) este o structură de specialitate constituită în cadrul Departamentului pentru Situații de Urgență, în Aparatul Central al Ministerului Afacerilor Interne. Direcția Generală pentru Protecție Civilă a fost înființată în conformitate cu prevederile art. I alin. (51) din Ordonanța de urgență a Guvernului nr. 1/2014 privind unele măsuri în domeniul managementului situațiilor de urgență, precum și pentru modificarea și completarea Ordonanței de urgență a Guvernului nr. 21/2004 privind Sistemul Național de Management al Situațiilor de Urgență, cu modificările și completările ulterioare. Organizarea și funcționarea Direcției Generale pentru Protecție Civilă sunt reglementate prin Regulamentul de organizare și funcționare a Direcției Generale pentru Protecție Civilă, aprobat prin Ordinul Ministrului Afacerilor Interne nr. 93/2021. Este o structură fără personalitate juridică, aflată în subordinea directă a secretarului de stat, șef al Departamentului pentru Situații de Urgentă. Direcția Generală pentrju Protecție Civilă are competență de coordonare la nivel național în domeniul protecției civile, asigurând îndeplinirea obligațiilor instituționale în scopul prevenirii și reducerii riscurilor, protejării populației și a mediului, precum și creșterii rezilienței comunităților în fața situațiilor de urgență și a conflictelor armate.

## Atribuții
Direcția Generală pentru Protecție Civilă are ca principale responsabilități analiza, evaluarea și propunerea spre avizare a strategiilor și metodologiilor specifice domeniului protecției civile. Aceasta participă la procesul de planificare și executare integrată a misiunilor din aria sa de competență și face propuneri de îmbunătățire a modului de organizare și a capacității de intervenție a structurilor aflate în coordonarea sau coordonarea operațională a Departamentului pentru Situații de Urgență (DSU), precum și a celorlalte instituții relevante. DGPC propune șefului DSU măsuri privind realizarea managementului integrat al situațiilor de urgență de amploare sau de protecție civilă și înaintează spre avizare concepțiile naționale de răspuns, precum și regulamentele stabilite prin legislația specifică. Totodată, monitorizează implementarea cerințelor NATO de reziliență, elaborează și urmărește aplicarea Strategiei de dezvoltare a DSU, coordonează activitățile privind activarea Centrului Național de Coordonare și Conducere a Intervenției (CNCCI) și contribuie la abordarea integrată a managementului riscurilor la nivel național. Direcția colaborează cu ministere, agenții și organizații neguvernamentale la elaborarea reglementărilor în domeniu și coordonează procesul de pregătire profesională și formare a personalului din structurile operative. De asemenea, DGPC coordonează cooperarea internațională în domeniul protecției civile în cadrul UE, NATO, ONU și la nivel bilateral, asigurând totodată mecanismele de relaționare pentru acordarea și primirea de asistență internațională în situații de urgență de amploare.

## Personal și grade
Personalul Direcției Generale pentru Protecție Civilă este constituit din cadre militare. Gradele din Direcția Generală pentru Protecție Civilă sunt următoarele:
1)Sergent
2)Sergent-major
3)Plutonier
4)Plutonier-major
5)Plutonier adjutant
6)Plutonier adjutant șef
7)Maistru militar clasa a V-a
8)Maistru militar clasa a VI-a
9)Maistru militar clasa a III-a
10)Maistru militar clasa a II-a
11)Maistru militar clasa a I-a
12)Maistru militar principal
13)Sublocotenent
14)Locotenent
15)Căpitan
16)Maior
17)Locotenent-colonel
18)Colonel
19)General de brigadă
20)General-maior
21)General-Locotenent
22)General

## Structură
Direcția Generală pentru Protecție Civilă (DGPC) are în componența sa mai multe structuri specializate, care contribuie la realizarea atribuțiilor sale în domeniul protecției civile și al gestionării situațiilor de urgență. Printre acestea se numără: Serviciul planificare operațională integrată, responsabil cu dezvoltarea și coordonarea planurilor de acțiune la nivel național; Serviciul coordonare și implementare cerințe de reziliență, care se ocupă de aplicarea standardelor NATO și UE privind capacitatea de reacție; Serviciul coordonare formare profesională în protecție civilă, ce asigură pregătirea continuă a personalului din sistem; Serviciul politici UE-NATO și parteneriate strategice în domeniul protecției civile, implicat în relațiile internaționale și cooperarea multilaterală; Biroul planificarea continuității operațiilor, care urmărește asigurarea funcționării neîntrerupte a structurilor esențiale în caz de criză; și Biroul analiză și dezvoltare strategică în domeniul protecției civile, responsabil cu evaluarea riscurilor și adaptarea politicilor în funcție de noile provocări.